# Tanarthrus eximius
Tanarthrus eximius är en skalbaggsart som beskrevs av Chandler 1975. Tanarthrus eximius ingår i släktet Tanarthrus och familjen kvickbaggar. Inga underarter finns listade i Catalogue of Life.